# Зюзь Володимир Іванович
Володи́мир Іва́нович Зю́́зь (8 січня 1948 — 14 серпня 2014) — вояк батальйону «Айдар», лейтенант запасу, учасник російсько-української війни.

## Життєвий шлях
Народився 1948 року в місті Берестя (сучасна Білорусь). Дід Володимира Аким був махновцем і зазнав каліцтв в одному з боїв з червоноармійцями. Батько служив винищувачем в ескадрильї «Нормандія Неман». Проживав у селі Осипенко Бердянського району. Закінчив школу, машинобудівельний технікум. Пройшов строкову службу в повітрянодесантних військах. По демобілізації працював на заводі «Південгідромаш». У середині 1990-х, коли підприємства стали закривати, працював у сфері постання харчових продуктів. Проживав у селі Осипенко Бердянського району, де мешкали його дідусь й бабуся. Був ковалем у колгоспі, майстром в СПТУ. З 2010 року — активіст ВО «Свобода».
Під час Революції Гідності брав участь у Бердянській самообороні. У часі війни не міг сидіти вдома, доброволець — у військкоматі відмовили через вік. 10 липня вирушив до війська, в складі 24-го батальйону територіальної оборони «Айдар», призначили командиром відділення, псевдо «Дід». З огляду на вік працював сторожем. Слідкував, щоб у бійців було належне обмундирування та вдосталь набоїв. Брав участь у боях, і в зачистках після звільнення територій.
14 серпня 2014 року під Хрящуватим на український підрозділ наступало 8 танків терористів, 2 з них підбили, решта відійшли в сторону. Командир батальйону та заступник були поранені. Володимир Зюзь при відході основної групи лишився прикривати. Після того терористи здійснили залп із «Граду». При виконанні бойового завдання загинули Олександр Колотвін, Дмитро Дібрівний, Іван Качур, Пилип Слободенюк, Руслан Кушов, Ігор Філіпчук, Володимир Юричко, працівник «Айдару» Володимир Зюзь.
Похований у селі Осипенко 14 серпня 2015 року.
Без Володимира лишились дружина Лариса та донька.

## Нагороди та шанування
- Орден «За мужність» III ступеня (посмертно)[1]
- почесний громадянин Бердянська (посмертно)
- нагороджений Почесним орденом міста Бердянськ (посмертно).
- Його портрет розміщений на меморіалі «Стіна пам'яті полеглих за Україну» в Києві: секція 2, ряд 6, місце 38.
- Вшановується 13 серпня на щоденному ранковому церемоніалі вшанування українських захисників, які загинули цього дня в різні роки внаслідок російської збройної агресії[2].